# Elisa Ferreira

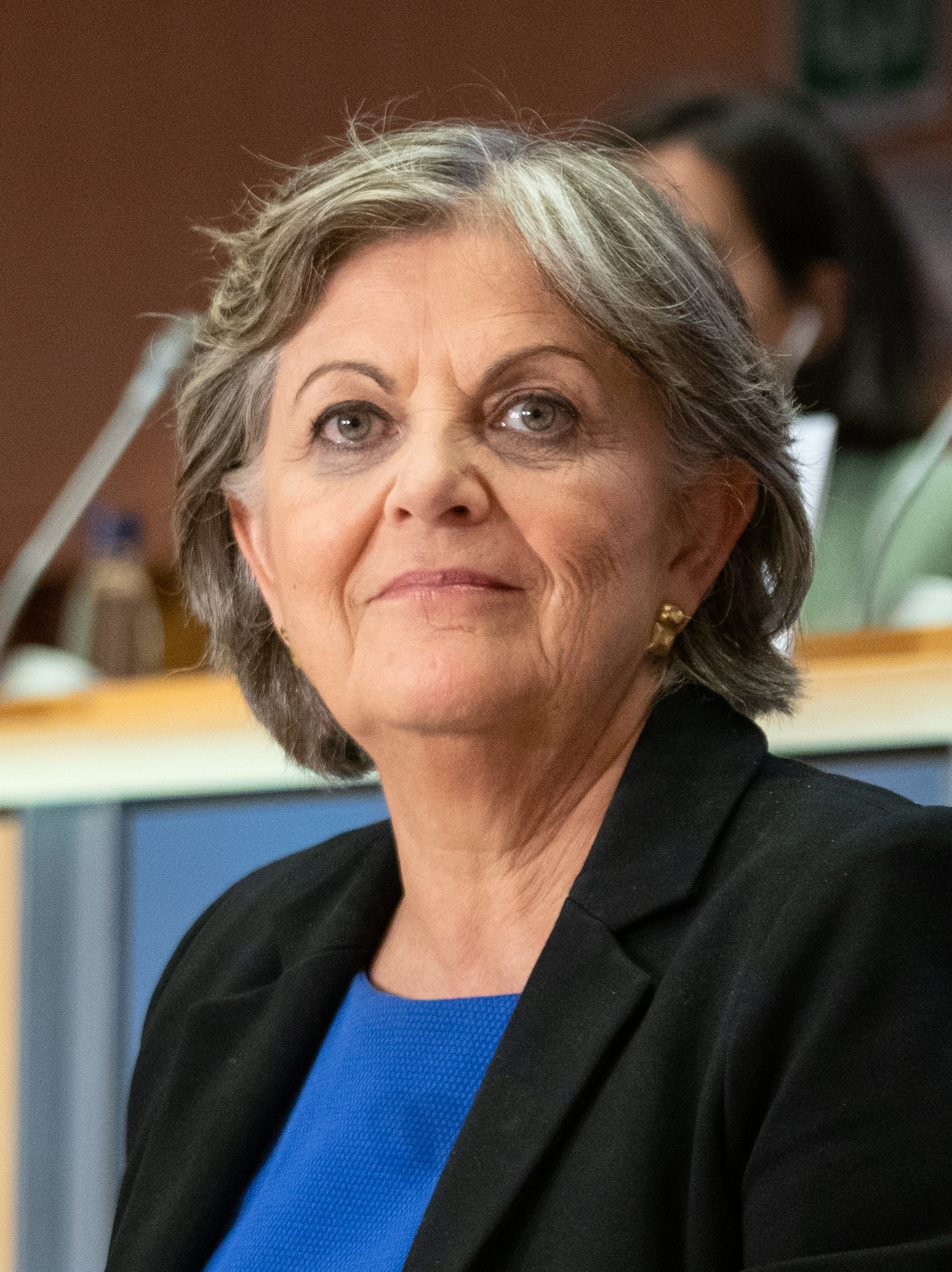
Elisa Ferreira, 2019

Elisa Ferreira (* 17. Oktober 1955 in Porto) ist eine portugiesische Politikerin der Partido Socialista. Sie war von 2004 bis 2016 Mitglied des Europäischen Parlaments und von 2019 bis 2024 EU-Kommissarin für Kohäsion und Reformen.

## Leben
Ferreira studierte Wirtschaftswissenschaften an der Universität Porto. Seit 1977 unterrichtet sie an der wirtschaftswissenschaftlichen Fakultät der Universität Porto. Von 1995 bis 1999 war sie Ministerin für Umwelt in Portugal im Kabinett Guterres I und von 1999 bis 2002 war sie als Ministerin für Planung im Kabinett Guterres II. Von 2002 bis 2004 war sie Abgeordnete der Assembleia da República. Von 2004 bis 2016 war Ferreira Abgeordnete im Europäischen Parlament. Von 2017 bis 2019 war sie Vizepräsidentin der Banco de Portugal. In der Kommission von der Leyen I war sie vom 1. Dezember 2019 bis zum 30. November 2024 EU-Kommissarin für Kohäsion und Reformen.